# شون توماس (لاعب كرة قدم)
شون توماس (بالإنجليزية: Seán Thomas)‏ هو لاعب كرة قدم ومدرب كرة قدم أيرلندي، ولد في القرن 20 في دبلن في جمهورية أيرلندا، وتوفي بنفس المكان في 24 يونيو 1999. لعب مع هوم فارم ‏.